# Трези-Тилиас
Трези-Тилиас (порт. Treze Tílias) — муниципалитет в Бразилии, входит в штат Санта-Катарина. Составная часть мезорегиона Запад штата Санта-Катарина. Входит в экономико-статистический микрорегион Жоасаба. Население составляет 5441 человек на 2006 год. Занимает площадь 185,205 км². Плотность населения — 29,4 чел./км².
Праздник города — 13 октября.

## История
Город основан 29 апреля 1963 года.

## Статистика
- Валовой внутренний продукт на 2003 составляет 148 616 062,00 реала (данные: Бразильский институт географии и статистики).
- Валовой внутренний продукт на душу населения на 2003 составляет 28 773,68 реала (данные: Бразильский институт географии и статистики).
- Индекс развития человеческого потенциала на 2000 составляет 0,813 (данные: Программа развития ООН).

## География
Климат местности: умеренный.